# Фёдоровское водохранилище
Фёдоровское водохранилище — водохранилище в городе Караганда Казахстана, его длина — 4,1 км, ширина — 2,2 км. Объём воды — 0,083 км³. Площадь поверхности — 4,32 км². Площадь водосборного бассейна — 4260 км². Высота над уровнем моря — 497 м.
Водохранилище образовано путём затопления в конце 1960 года Фёдоровского угольного разреза. Пополнение водохранилища осуществляется двумя путями — паводковыми стоками реки Сокур и подачей технической воды от насосной станции очистных сооружений канала «Иртыш — Караганда». На водохранилище есть спасательная станция и яхт-клуб. Владелец водохранилища — КГП «Караганды су коймалары». В 2015 году акимом г. Караганды поручено прибрежную зону водохранилища передать на баланс в КГП «Управление парками культуры, отдыха и скверами г. Караганды». По словам руководителя отдела архитектуры и градостроительства Сабыржана Даутбергенова близ самого водохранилища будет построена зона отдыха. Относится к водохозяйственным сооружениям, имеющих особое стратегическое значение.

## Галерея

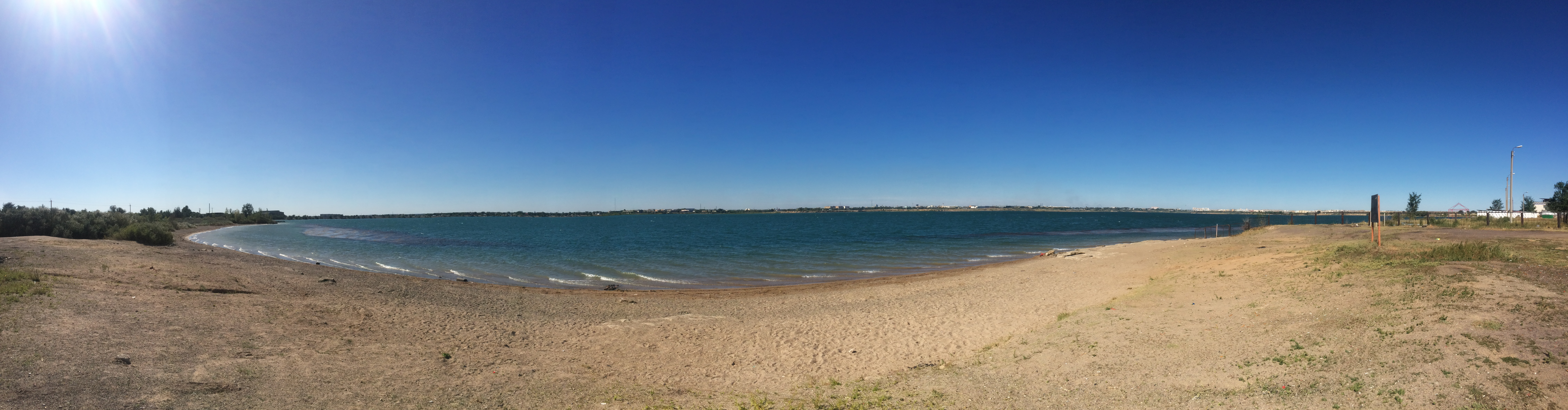
Федоровское водохранилище Караганда
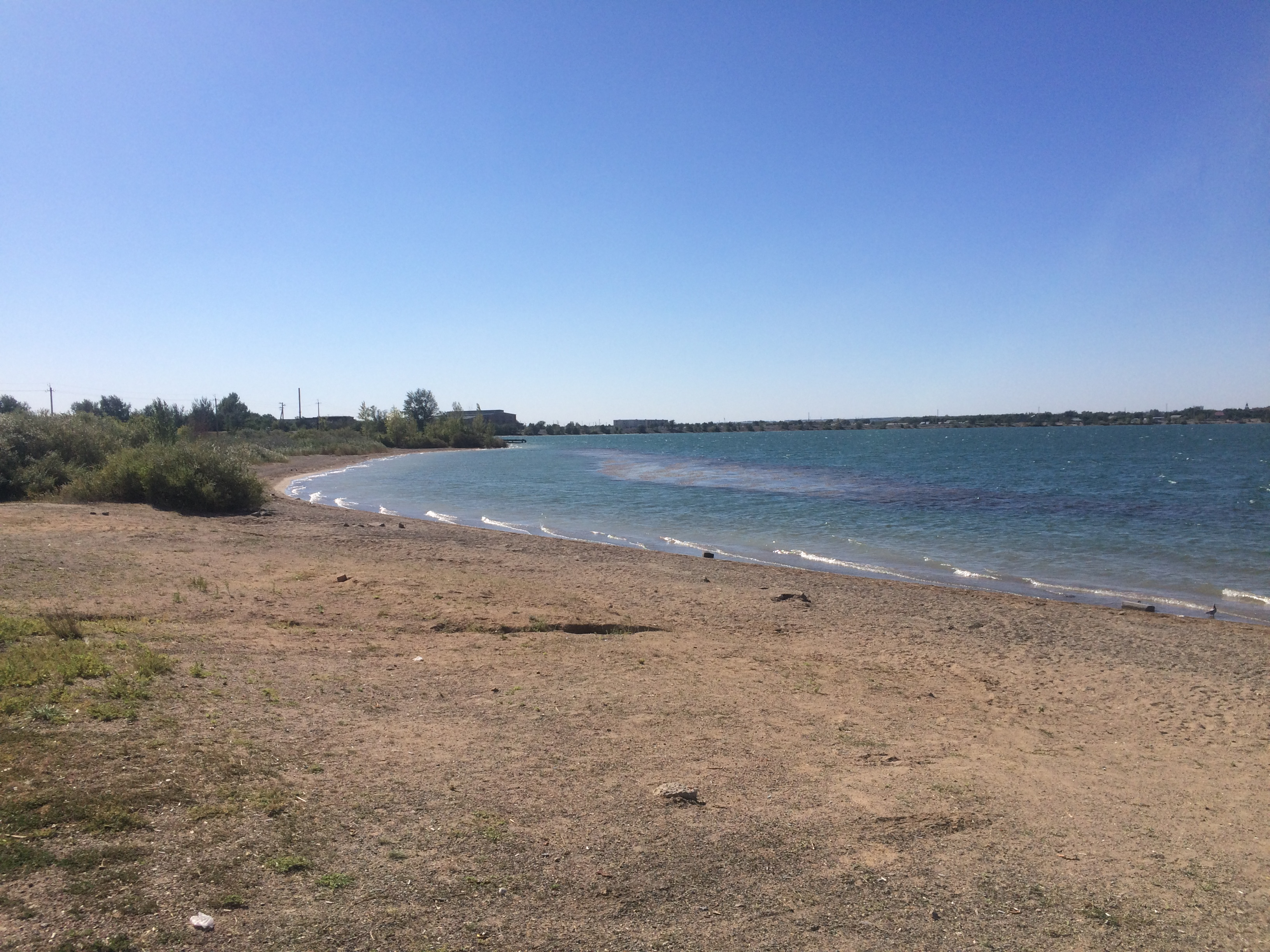
Федоровское водохранилище Караганда